# Михайлівка (Диканська селищна громада)
Миха́йлівка — село в Україні, у Диканській селищній громаді Полтавського району Полтавської області. Населення становить 429 осіб. До 2020 орган місцевого самоврядування — Стасівська сільська рада.
Після Другої світової війни до нього приєднане село Брусія з присвоєнням селам спільної назви «Михайлівка».

## Географія

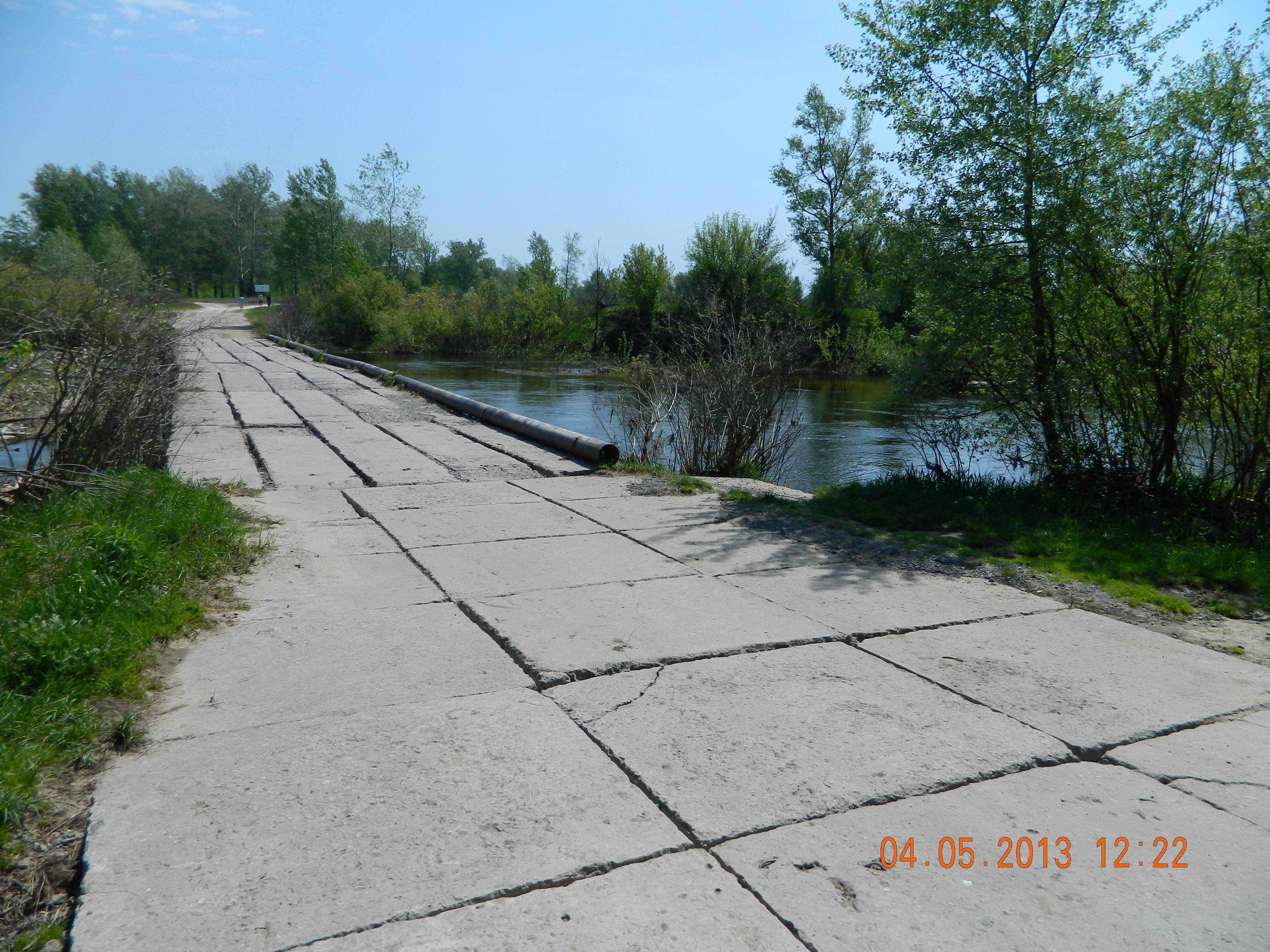
Міст через Ворсклу у Брусії

Село розташоване на правому березі річки Ворскли. Нижче за течією на відстані одного кілометра — село Слиньків Яр, на протилежному березі — Підварівка. Село оточене великим лісовим масивом.

## Історія

Село Михайлівка на мапі 1869 року

На 1859 рік село Михайлівка не згадується у «Спискахъ населенныхъ местъ Россійской Имперіи, составленныхъ и издаваемыхъ Центральнымъ статистическимъ комитетом Министерства внутреннихъ дѣлъ». На той час у козацькому селі Брусія було 70 дворів. Проживало 184 особи чоловічої та 205 жіночої статі.

Село Михайлівка з'являється на військово-топографічній карті Полтавської губернії 1869 року.
Село Михайлівка було «панське», а село Брусія — козацьке, у якому ніколи не було кріпаччини, хоча люди у Брусії, за спогадами місцевих жителів, жили бідніше ніж у Михайлівці.
За переписами 1719 та 1732 років Брусія входила до Першої полкової сотні Полтавського полку.
До Брусії та Михайлівки за часів Радянської влади були переселені жителі навколишніх хуторів, наприклад, хутора Петренки.
До війни 1941—1945 школа мала назву «Брусіє-Михайлівська».
Згідно з Законом України «Про охорону культурної спадщини» Постановою Кабінету міністрів України від 3 вересня 2009 р. N 928 пам'ятка археології городище IX—XIII ст. в урочищі Брусія,  як об'єкт культурної спадщини національного значення, занесена до Державного реєстру нерухомих пам'яток України (№ 160016-Н).
12 червня 2020 року, відповідно до розпорядження Кабінету Міністрів України № 721-р «Про визначення адміністративних центрів та затвердження територій територіальних громад Полтавської області», село увійшло до складу Диканської селищної громади.
19 липня 2020 року, в результаті адміністративно - територіальної реформи та ліквідації Диканського району, село увійшло до складу новоутвореного Полтавського району.

## Населення

### Мова
Розподіл населення за рідною мовою за даними перепису 2001 року:
| Мова       | Кількість | Відсоток |
| ---------- | --------- | -------- |
| українська | 401       | 93.47%   |
| російська  | 8         | 6.53%    |
| Усього     | 429       | 100%     |

## Соціальна сфера
- КЗ ПДЗОВ «Супутник» — дитячий оздоровчий табір
- дитячо-оздоровчий комплекс «Сонячний».
- Спортивно-оздоровчий табір ВДНЗУ «УМСА» «Диканська Дубрава»

## Пам'ятки
- Поблизу села розташоване Парасоцьке урочище та відслонення пісковиків, що є об'єктами Регіонального ландшафтного парку «Диканський».
- Парк Антуана Томаса.

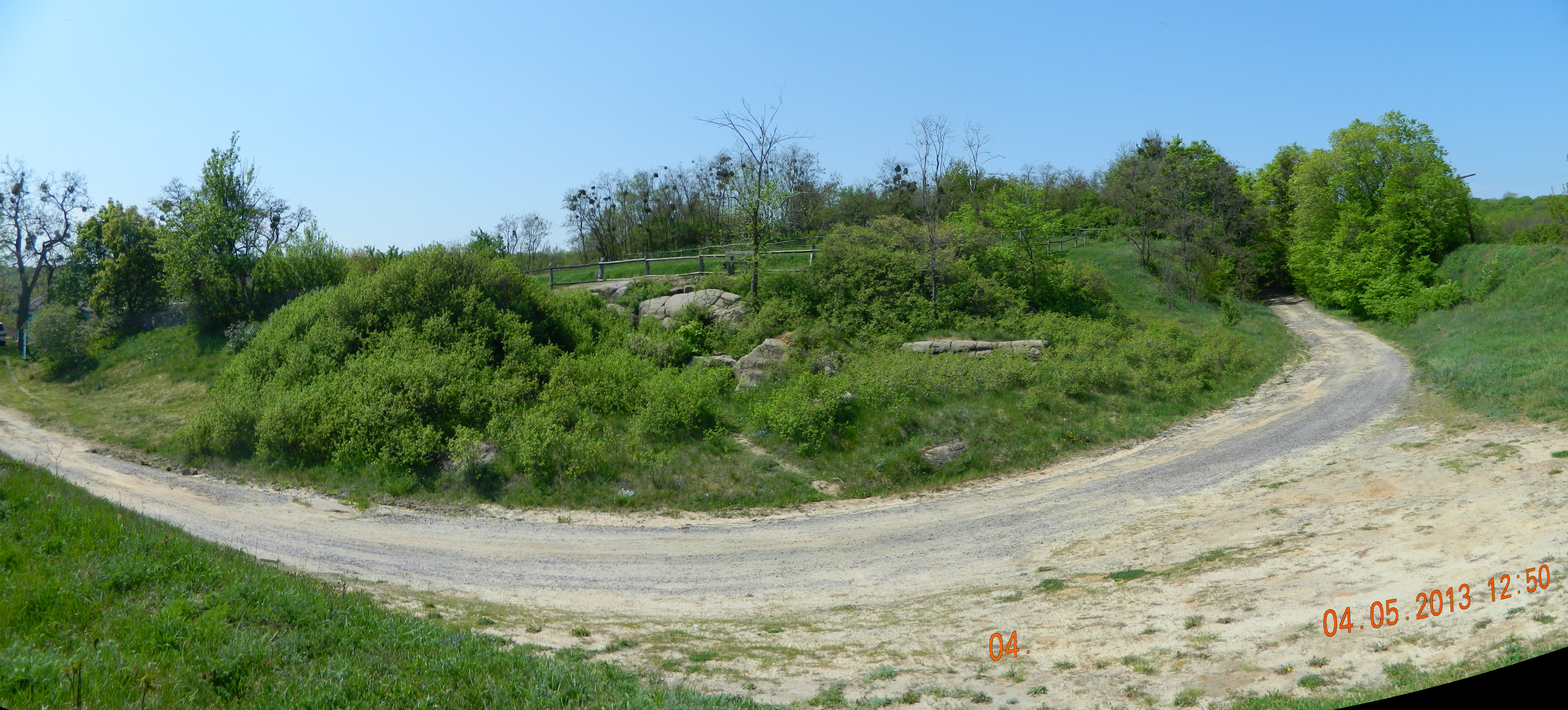
Геологічна пам'ятка природи Відслонення пісковиків — «Бруси»
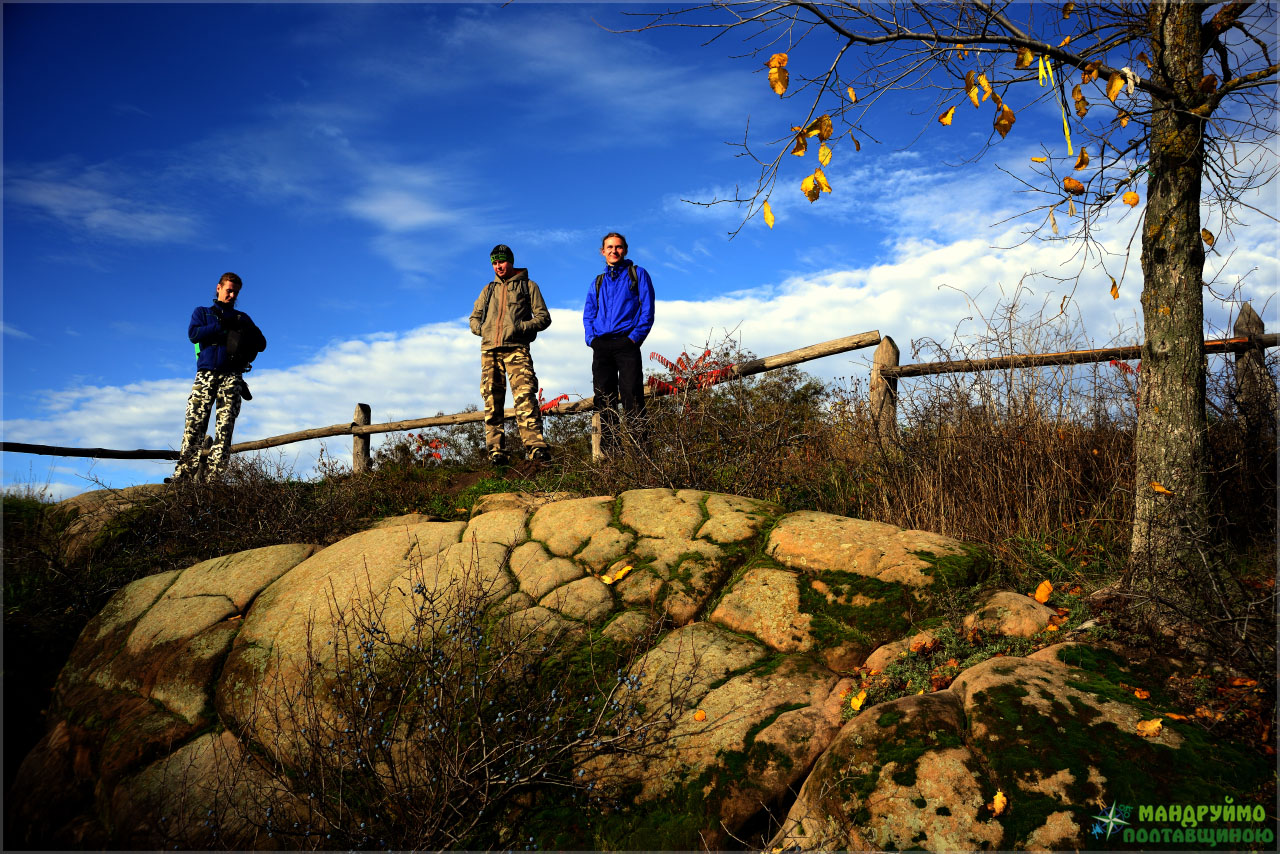
Найбільша брила пісковика у відслоненні пісковиків

## Односельці
- Пестременко Василь Панасович, 1917 р., с. Брусія Диканського р-ну Полтавської обл., українець, із селян, освіта середня. Проживав у Саратовській обл. (Російська Федерація). Військовослужбовець. Заарештований 6 січня 1943 р. Засуджений Військовим трибуналом 3-ї запасної стрілецької бригади 26 лютого 1943 р. за ст. 58-10 ч. 2 КК РРФСР до 10 років позбавлення волі з поразкою в правах на 5 років. Реабілітований Військовою прокуратурою ПУРВО 2 серпня 1991 р.[8]